# Liebmann (Film)
Liebmann (Alternativtitel: Der fremde Sommer) ist ein deutscher Spielfilm der Regisseurin Jules Herrmann aus dem Jahr 2016. Die Hauptrollen spielen Godehard Giese, Adeline Moreau und Fabien Ara. Liebmann wurde bei den 66. Internationalen Filmfestspielen Berlin in der Sektion „Perspektive Deutsches Kino“ aufgeführt. Er lief auf weiteren zahlreichen nationalen und internationalen Festivals und erhielt Nominierungen für den Teddy Award, den Europäischen Filmpreis sowie den Preis der deutschen Filmkritik. Kinostart in Deutschland war der 26. Januar 2017. Der Film wurde von der Film- und Medienstiftung NRW mit 10.000 € gefördert.

## Handlung
Der Lehrer Antek Liebmann lässt sein Leben in Deutschland hinter sich und mietet sich im sommerlichen Nordfrankreich ein.

## Produktion
Liebmann ist das Langfilmdebüt von Jules Herrmann. In zweieinhalb Wochen drehte sie den Film ab. Der Drehort lag in der französischen Region Picardie, in einem Dorf nahe Laon in Nordfrankreich. Der Film wurde auf Grundlage von 27 Seiten Handlungsskizze und in enger Zusammenarbeit mit Titeldarsteller Godehard Giese gedreht. Dieses Filmexperiment war für Jules Herrmann nur aufgrund einer Erbschaft möglich.
Der Film wurde von Jules Herrmann zusammen mit Roswitha Ester und Torsten Reglin produziert.

## Kritiken
Der Film bekam fast nur positive Kritiken in der Presse. Vor allem wurde gelobt, dass er nicht nur zum Ansehen, sondern auch zum Mitdenken anrege. Die Kommentare zum Film gehen von komisch über bittersüß bis zu „filmisches Kleinod“.

„Das Gefieder des Films entfaltet ein prachtvolles Bilder- und Kreuzworträtsel – und dieses verbirgt ein tödliches Geheimnis, das nach und nach dechiffriert werden muss.“

„Ein reizvoller Hybrid: ein Psychothriller von mitunter flirrender Leichtigkeit.“

„Bittersüß ist ‚Liebmann‘ und bei allem Kummer der Hauptfigur, eindringlich gespielt von Godehard Giese, auch immer wieder sehr komisch.“

„Ein schimmerndes Debüt … eine ganz eigene Weise filmischen Erzählens.“

## Auszeichnungen (Auswahl)
- Nominiert für den Teddy Award 2016[8]

- Nominiert für den Europäischen Filmpreis 2016[9]

- Nominiert für den Preis der deutschen Filmkritik 2017 in der Kategorie „Bestes Spielfilmdebüt“[10]